# Le Médecin de Cordoue
Le Médecin de Cordoue est un roman d'Herbert Le Porrier publié le 1er octobre 1974 aux éditions du Seuil et ayant reçu le prix des Libraires l'année suivante.

## Résumé
Le livre relate une version romancée de la vie de Maïmonide, considéré comme le « second Moïse » dans la tradition hébraïque, médecin – il est surnommé « roi des médecins et médecin des rois » – et théologien juif ayant vécu à Cordoue, dans l'actuelle Espagne, à l'époque du royaume maure d'Al-Andalus, au XIIe siècle, puis en Égypte où sa réputation lui ouvre les portes de la charge de médecin particulier de Saladin.
Au travers de la vie de ce médecin et philosophe juif dans une Andalousie dominée par le régime du Califat, le livre présente la réalité du conflit qui oppose depuis treize siècles les mondes juif et musulman. Ces deux communautés ont connu dans certains lieux (l’Andalousie en particulier) et à la faveur de califats « éclairés » un tel épanouissement culturel et scientifique qu’on a pu qualifier ces périodes comme celles des « lumières » arabes, plusieurs siècles avant la réception par l’Occident des principes d’humanisme qui forgeront la renaissance et le siècle des lumières.

## Éditions
- Éditions du Seuil, 1974  (ISBN 2020012472).
- Éditions Points, no 396, 1997  (ISBN 9782020321235)